# Montpaó (Calafell)
Montpaó és un poblat a uns dos quilòmetres del nucli del poble de Calafell, dalt d'un turó a 142 m sobre el nivell del mar al costat de la urbanització Calafell Parc. El nucli de Montpaó, protegit com a bé cultural d'interès local, està format per un conjunt aproximadament de 16 cases. Actualment està deshabitat i en un estat ruïnós. El seu origen és medieval, com a mínim del segle xi, moment en què apareix documentat com a Montispavonis. D'aquests primers moments d'ocupació poca cosa en deu restar, ja que a l'indret es va continuar vivint-hi fins a la dècada dels cinquanta del segle xx, produint-se, com és evident, modificacions, reformes i ampliacions. Sembla que a principis del segle xx encara hi havia sis cases habitades. Montpaó forma part del nucli de Calafell des del segle xv.
L'estructura urbana que segueix és molt simple: un carrer principal i un altre en forma d'anella que envolta tot el nucli. La majoria de les cases tenen un basament de pedra sobre el qual s'alcen murs de tàpia. Les cobertes de les cases, quan es conserven, són d'un o dos aiguavessos. Gairebé totes disposen de planta baixa i un pis. Algunes cases tenen portals d'arc de mig punt, de pedra tallada. A l'interior es conserven alguns arcs apuntats, també de pedra picada. Diverses cases conserven el forn per fer pa i cups per a l'elaboració del vi.
Al peu del turó de Montpaó, a la cara sud, hi ha la masia de can Borrell. Es tracta d'un edifici de planta irregular, de grans dimensions, constituït per diversos cossos units entre si formant un conjunt, distribuïts, més o menys, al voltant d'un pati central. Les edificacions principals són ubicades al costat sud-est i consten de planta baixa i una planta alta. La coberta, quan es conserva, és d'una o dues vessants. Els cossos auxiliars del costat nord-oest tenen una única planta i la coberta és d'un sol vessant. Al pati s'hi accedeix des de l'exterior per un portal rectangular, el qual és en un mur de tancament situat al costat oest. En aquesta zona, fora del conjunt d'edificis, hi ha un safareig de planta semicircular construït aprofitant el desnivell del terreny. Les obertures de les façanes són, majoritàriament rectangulars. Al fons del pati hi ha el mur amb una arcada de mig punt de pedra treballada que es presenta tapiada.
Els sistemes constructius emprat són de tipus tradicional: murs de càrrega, arcades i sostres unidireccionals de bigues de fusta, alguns formen revoltons. Els murs són de maçoneria unida amb fang. Les obertures són de pedra treballada amb fàbrica de maó i morter de calç. Les cadenes cantoneres són de pedra escairada. Les cobertes són fetes amb bigues de fusta, canyís i teula àrab. Els cubs estan folrats amb cairons de terrissa vidrada.